# Jennifer Irwin

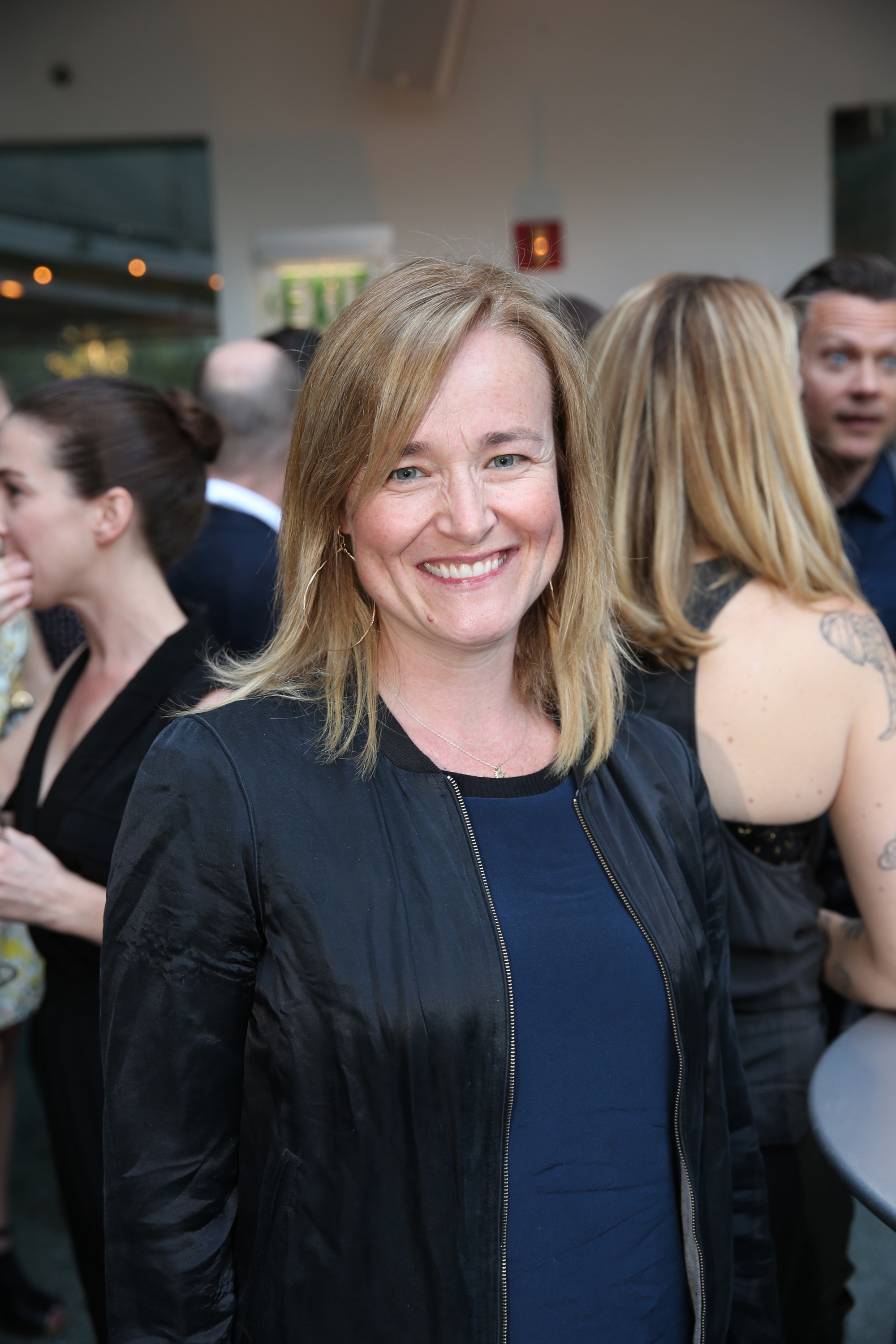
Jennifer Irwin (2015)

Jennifer Irwin (* 17. Juni 1968 in Toronto, Ontario) ist eine kanadische Schauspielerin.

## Leben
Irwin wurde dem deutschen Publikum durch die Rolle der Linda Michaels in der US-amerikanischen Sitcom Still Standing bekannt. Von 2009 bis 2010 und 2012 war sie in der Serie Eastbound & Down und von 2011 bis 2012 in Breaking In zu sehen. Daneben hatte sie im Film Exit Wounds – Die Copjäger eine Rolle als Linda.

## Filmografie
- 1987: Gate – die Unterirdischen (The Gate)
- 1996: Mrs. Winterbourne
- 1998: Blues Brothers 2000
- 1998: Dog Park
- 1998: A Cool, Dry Place
- 1999: Superstar – Trau' dich zu träumen (Superstar)
- 2001: Exit Wounds – Die Copjäger (Exit Wounds)
- 2002–2006: Still Standing (Fernsehserie, 88 Episoden)
- 2009–2010, 2012: Eastbound & Down (Fernsehserie, 11 Episoden)
- 2009: Lie to Me (Fernsehserie, Episode 2x10)
- 2010: Better Off Ted – Die Chaos AG (Better off Ted, Fernsehserie, Episode 2x05)
- 2011: Bad Teacher
- 2011: Freundschaft Plus (No Strings Attached)
- 2011–2012: Breaking In (Fernsehserie, 17 Episoden)
- 2011–2013: Crash Canyon (Fernsehserie, 26 Episoden, Stimme)
- 2012: Raising Hope (Fernsehserie, Episode 1x11)
- 2013–2023: Die Goldbergs (The Goldbergs, Fernsehserie)
- 2014: Motive (Fernsehserie, Episode 2x09)
- 2014: Working the Engels (Fernsehserie, 4 Episoden)
- 2015: Schitt’s Creek (Fernsehserie, Episode 1x11)
- 2015: Zoom
- 2015: Halt and Catch Fire (Fernsehserie, 2 Episoden)
- 2016: Another Evil
- 2017: Fallen Stars
- 2017: The Legend of Master Legend (Fernsehfilm)
- 2019: iZombie (Fernsehserie, 8 Episoden)
- 2021: Long Weekend
- 2021: The Exchange
- 2022: Let's Get Physical